# Liu Shaoziyang
Liu Shaoziyang (chinesisch 刘邵子洋, Pinyin Liú Shàozǐyáng; * 11. Dezember 2003 in Wenzhou) ist ein chinesischer Fußballtorwart.

## Karriere

### Verein
Liu begann seine Karriere beim Wuhan Three Towns FC. Im Januar 2019 wechselte er leihweise nach Spanien in die Jugend von Nama Sports. Zur Saison 2019/20 wurde er an AE Josep Maria Gené weiterverliehen. Im Sommer 2021 kehrte er wieder nach Wuhan zurück. Im Januar 2022 wechselte er nach Deutschland zu Rekordmeister FC Bayern München.
Von den Bayern wurde Liu im Februar 2022 direkt für eineinhalb Jahre an den österreichischen Bundesligisten SK Austria Klagenfurt weiterverliehen. Für die Klagenfurter Profis kam er aber nie zum Einsatz, stattdessen spielte er 22 Mal für die Amateure in der Kärntner Liga bzw. der Unterliga sowie in der Akademie der Austria. Im Februar 2023 wurde die Leihe vorzeitig beendet und Liu an den Zweitligisten Grazer AK weiterverliehen. Beim GAK schaffte er es nie in den Spieltagskader, für die Grazer Amateure spielte er fünfmal in der sechsthöchsten Spielklasse.
Zur Saison 2023/24 wurde der Torwart ein drittes Mal nach Österreich verliehen, diesmal an den Zweitligisten SV Ried. In Ried stand er ebenfalls nie im Spieltagskader der Profis, für die Amateure spielte er 13 Mal in der Regionalliga. Zur Saison 2024/25 kehrte er zunächst nach München zurück, ehe er die Bayern im Juli 2024 endgültig verließ und zum österreichischen Zweitligisten SV Horn wechselte. Sein Debüt in der 2. Liga gab er dann im November 2024, als er am zwölften Spieltag der Saison 2024/25 gegen den SV Lafnitz in der Startelf stand. Für Horn kam er insgesamt zu 14 Zweitligaeinsätzen, ehe das Team zu Saisonende aus der 2. Liga abstieg. Daraufhin verließ er Horn nach der Saison 2024/25 wieder.

### Nationalmannschaft
Liu spielte 2023 einmal für die chinesische U-21-Auswahl.